# AK-47 (영화)
《AK-47》(러시아어: Калашников)은 2020년 개봉한 러시아의 드라마, 전쟁 영화이다. AK-47을 발명한 실존인물 칼라시니코프와 발명에 대한 숨겨진 이야기를 그린 영화이다.

## 출연진

### 주연
- 유리 보리소프 - 미하일 칼라시니코프 역
- 올가 레르만 - 카티아 역
- 아르투르 스몰랴니노프 - 캡틴 리우티 역

### 조연
- 세르게이 가자로프 - 크로토프 역
- 비탈리 카예프 - 쿠르바트킨 역
- 발레리 바리노브 - 드티야로프 역
- 이고르 크리프노프 - 드티야로프의 대리인 역
- 드미트리 커리치코브 - 레베데프 소령 역